# Г. Д. Бугарчев и синове
„Г. Д. Бугарчев синове“ е мелница в София на Георги Динев Бугарчев, български емигрант от Дойран.

## История
Създадена през 30-те години на XX век и е една от многото фабрики, работещи в квартал „Хаджи Димитър“ в София. Пострадала от англо-американските бомбардировки през Втората световна война и възстановена. През периода на социализма мелницата бележи отново голям напредък. През 90-те години е продадена от държавата на гръцки инвеститори заедно с близките нови мелници, днес мелничен комплекс на „София Мел“.

## Функцията на мелницата
Проектирана да побира капацитет от 200 тона брашно. Мелницата произвежда брашно от тип-500, тип-750, тип-1150. От предната страна на мелницата влизат работниците и камионите с пшеница. От задната част на сградата се намира жп линия. По нея се внася пшеница и изнася брашно.

## Гелерия
- Вътре в сградата
- Тетрадка в която се въвеждала информация за производството
- Ведомост за пристигналите и изпратените вагони от мелницата
- Лента 1 и 2